# My First Band
My First Band ist eine finnische Rockband. Sie wurde 2006 in Vantaa gegründet. 
Die Band veröffentlichte im Frühjahr 2009 ihr Debüt-Album You Look so Bored. Ihr zweites Album Mercury & Glitter erschien im September 2011. Das dritte Album Corazon wurde am 2. Mai 2014 veröffentlicht. 
Im Sommer 2014 ging die Band als Vorgruppe von Sunrise Avenue auf Europatournee, mit denen sie sich auch Mikko Saukkonen als Manager teilen.

## Diskografie

### Alben
- 2009: You Look so Bored (EMI)
- 2011: Mercury & Glitter (Äänivallila)
- 2014: Corazon

### Singles
- 2008: Little White Lies
- 2008: Broken Day
- 2009: Why Do You Treat Me so Bad
- 2011: Baby You’re too Young (I Wanna Make Love to Your Mama)
- 2011: 1 2 3 4 Fight for the Money
- 2014: Don't break my Corazon
- 2014: Freedom Fighter
- 2016: Paradise
- 2017: Summertime, Bitches!